# Neuroaceptación
La neuroaceptación tiene sus bases en el estudio de la aceptación de uno mismo o los demás. Williams, J. C. & Lynn, S. J. (2010). ahondan en el recorrido histórico del concepto y su importancia en las diferentes culturas. El término aceptación tiene una trayectoria de investigación conceptual y metodológica, con implicaciones en el bienestar psicológico (Ryff & Singer, 1996). El estudio desde las bases neurológicas de constructos psicológicos, impulsado por el desarrollo tecnológico, permite comprender procesos y estructuras neuronales  involucradas en valores humanos, empatía y responsabilidad social.

## Aceptación
Fey (1955) y Shepard (1979) asientan las bases de una definición y evaluación de un concepto que en Bernard (2013) se actualiza, y en el capítulo de Falkenstein y Haga, se identifica la acepción de uno mismo con la de los demás. Este punto importa, atendiendo incluso a la perspectiva de los estudios de Bandura en autoeficacia.
Abordado por diferentes ramas de la psicología, el proceso de aceptación y su relación con los demás implica diversas variables y sus métodos de evaluación aportan un conocimiento parcial desde el marco estructural. El uso de tecnologías de neuroimagen, aun en una fase que podrá dar mayores resultados a medida que evolucionen herramientas y técnicas, acerca a una comprensión de la aceptación como valor positivo en el bienestar psicológico en la anteriormente citada propuesta de Ryff y Singer (2002) en el marco de psicología positiva.

## Neuroaceptación
El autoconcepto y la aceptación como proceso es objeto de estudio y análisis. La primera década del siglo XXI fue prolífica en avances sobre el estudio de la estructura neuronal en el comportamiento. Damasio (2007), puso de manifiesto la importancia de incluir la conducta moral y la ética en el estudio aportando líneas a considerar, en las que también son de relieve los aportes de Waal (2008) respecto al altruismo. 
La Neuroaceptación parte de estas líneas de estudio. El autoconcepto, como constructo de base biológica y en la relación de equilibrio respecto a la necesidad de tener en cuenta el rol social. Está conceptualmente influenciado por los estudios en empatía y neurociencia social (Singer & Lamm, 2009; Decety, 2010), el argumento que impulsa a su estudio y desarrollo viene condicionado por el cambio social en el sistema de relacionamiento hacia un contexto digital. 
Aceptar el contexto, aceptarse y asimilar un plano de situaciones que van más allá del espacio inmediato - en referencia a las crisis sanitarias o económicas provocadas por hechos que escapan del control individual - exigen un ejercicio constante en el que revisar creencias y valores en un modo que permita la estabilidad del individuo y su participación en el contexto. 
La toma de decisiones subsiguientes a la pandemia del COVID-19, y sus consecuencias aun por determinar, son el plano el cual las tensiones que se generan en entornos dinámicos de cambio, deberemos comprender para fortalecer la educación.